# Ксеркс I
Ксеркс I (др.-перс. 𐎧𐏁𐎹𐎠𐎼𐏁𐎠 Xšayāršā, что означает «Царь героев» или «Герой среди царей», 518 — Август 465 до н. э.), широко известный как Ксеркс Великий — четвёртый шахиншах Ахеменидской державы, правивший с 486 по 465 год до н. э. Сын Дария I и Атоссы, дочери Кира II.

## Характеристика Ксеркса I
Вступил на престол в ноябре/декабре 486 года до н. э. в возрасте около 36 лет. По мнению греков (и римлян), Ксеркс был вял, недалёк, бесхарактерен, легко подчинялся чужому влиянию, но отличался самоуверенностью и тщеславием. Вот характеристика, данная ему Юстином:

«Самого же Ксеркса всегда видели первым в бегстве, последним в сражении; он был робок в опасности и хвастлив, когда ему ничто не угрожало; он, пока не испытал превратностей войны, был так самоуверен, как будто был владыкой над самой природой: он срывал горы и выравнивал овраги, некоторые моря перекрывал мостами, на других в целях судоходства устраивал протоки, сокращавшие путь».
Восточные источники изображают совершенно другую личность. Они изображают Ксеркса мудрым государственным деятелем и опытным воином. Сам Ксеркс в надписи, найденной около Персеполя (впрочем, по существу, являющейся лишь копией надписи Дария I), заявляет, что он мудр и деятелен, друг правде и враг беззаконию, защищает слабого от притеснений сильного, но и сильного оберегает от несправедливости со стороны слабого, умеет владеть своими чувствами и не принимает поспешных решений, наказывает и вознаграждает каждого в соответствии с его проступками и заслугами. Он также говорит о своих высоких физических качествах воина; по крайней мере эта часть его апологии не находится в противоречии с сообщением Геродота о том, что Ксеркс, когда он стал царём, был высоким, статным, красивым человеком в расцвете лет.
Очевидно, и греческие и персидские источники тенденциозны и субъективны, но тем не менее они взаимно дополняют друг друга.

## Начало правления. Покорение восставших народов

### Восстание в Египте
| G39 | N5 |

| G39 | N5 |

| Aa1 | M8 | M17 | M17 | G1 | E23 | M8 |

| Aa1 | M8 | M17 | M17 | G1 | E23 | M8 |

| Aa1 | M8 | M17 | M17 | G1 | E23 | M8 |

| Aa1 | M8 | M17 | M17 | G1 | E23 | M8 |

| Aa1 | M8 | M17 | M17 | G1 | E23 | M8 |

| Aa1 | M8 | M17 | M17 | G1 | E23 | M8 |

| Aa1 | M8 | M17 | M17 | G1 | E23 | M8 |

| Aa1 | M8 | M17 | M17 | G1 | E23 | M8 |

| Aa1 | M8 | M17s · M17s · E23 | M8 |

| Aa1 | M8 | M17s · M17s · E23 | M8 |

| Aa1 | M8 | M17s · M17s · E23 | M8 |

| Aa1 | M8 | M17s · M17s · E23 | M8 |

| Aa1 | M8 | M17s · M17s · E23 | M8 |

| Aa1 | M8 | M17s · M17s · E23 | M8 |

| Aa1 | M8 | M17s · M17s · E23 | M8 |

| Aa1 | M8 | M17s · M17s · E23 | M8 |

| M12 | M8 | M17 | M17 | G1 | E23 | M8 | G1 |

| M12 | M8 | M17 | M17 | G1 | E23 | M8 | G1 |

| M12 | M8 | M17 | M17 | G1 | E23 | M8 | G1 |

| M12 | M8 | M17 | M17 | G1 | E23 | M8 | G1 |

| M12 | M8 | M17 | M17 | G1 | E23 | M8 | G1 |

| M12 | M8 | M17 | M17 | G1 | E23 | M8 | G1 |

| M12 | M8 | M17 | M17 | G1 | E23 | M8 | G1 |

| M12 | M8 | M17 | M17 | G1 | E23 | M8 | G1 |

| Aa1 | M8 | M8 | s |

| Aa1 | M8 | M8 | s |

| Aa1 | M8 | M8 | s |

| Aa1 | M8 | M8 | s |

| Aa1 | M8 | M8 | s |

| Aa1 | M8 | M8 | s |

| Aa1 | M8 | M8 | s |

| Aa1 | M8 | M8 | s |

В январе 484 года до н. э. Ксерксу удалось подавить возглавляемое Псамметихом IV восстание в Египте, которое началось ещё при жизни его отца. Египет подвергся безжалостной расправе, имущество многих храмов было конфисковано. Взамен Ферендата, по-видимому, погибшего во время восстания, Ксеркс назначил сатрапом Египта своего брата Ахемена. Согласно Геродоту, Египет подвергся ещё большему игу, чем раньше.
С этих пор участие коренных жителей в управлении страны ещё более ограничивается — их допускают только на низшие должности; и Ксеркс, и последующие персидские цари не удостаивают вниманием египетских богов. Правда, в хаммаматских каменоломнях начертано иероглифами имя Ксеркса, но материал этот царь добывал не для египетских храмов, а для своих построек в Персии, доставляя его по морю. В отличие от своих предшественников, Ксеркс и последующие за ним цари не считали нужным принимать фараоновские титулы — до нас дошли только написанные иероглифами в картушах их персидские имена.

### Восстания вавилонян
Затем пришлось усмирять Вавилон, снова решившийся на восстание. Ктесий сообщает, что это восстание вспыхнуло в начале царствования и было вызвано кощунственным открытием гробницы некоего Белитана (Элиан говорит, что это была гробница Бэла), а затем усмирено Мегабизом, зятем Ксеркса и отцом Зопира. Страбон, Арриан, Диодор говорят также о святотатствах Ксеркса в вавилонских храмах, причём Арриан датирует их временем после возвращения Ксеркса из Греции.
По всей вероятности восстаний было несколько. Первоначально вавилоняне восстали под предводительством Бел-шиманни. Возможно, что это восстание началось ещё при Дарии, под влиянием поражения персов при Марафоне. Восставшие захватили, кроме Вавилона, города Борсиппу и Дильбат, о чём говорится в двух клинописных документах, найденных в Борсиппе, датированных «началом царствования Бел-шиманни, царя Вавилона и Стран». Свидетели, подписавшиеся на этом контракте, те же, что встречаются на документах второй половины царствования Дария и первого года Ксеркса. Очевидно, Бел-шиманни восстал против Дария и принял дерзновенный титул «царя Стран», на который не посягали ещё лже-Навуходоносоры. Но через две недели, в июле 484 года до н. э., это восстание было подавлено.
В августе 482 года до н. э. вавилоняне восстали вновь. Теперь мятеж возглавил Шамаш-эриба. Об этом восстании свидетельствует один вавилонский документ — контракт торгового банка Эгиби, датированный 22 ташриту (26 октября), года вступления на царствование царя Шамаш-эриба, «царя Вавилона и Стран», причём свидетели сделки те же, что упоминаются в документах времён Дария; сын одного из них упоминается уже под 1-м годом Ксеркса. Во всяком случае, восстание не было продолжительным — это видно уже из наличия одного документа от «начала царствования». Мятежники добились крупных успехов, захватив Вавилон, Борсиппу, Дильбат и другие города, поскольку большая часть воинских гарнизонов, размещённых в Вавилоне, была переправлена в Малую Азию для участия в предстоящем походе против Греции. Подавление восстания было поручено зятю Ксеркса Мегабизу. Осада Вавилона длилась несколько месяцев и завершилась, по-видимому, в марте 481 года до н. э. суровой расправой. Городские и другие укрепления были срыты. Даже течение реки было отведено и Евфрат, по крайней мере, на время отделил жилую часть города от его святилищ. Часть жрецов была казнена, главный храм Эсагила и зиккурат Этеменанки тоже сильно пострадали.
Не знает о нём ничего и Геродот, но сообщает, сам того не подозревая, интересное сведение, что Ксеркс увёз из храма Бела (Эсагилы) колоссальную, весом 20 талантов (ок. 600 кг), золотую статую бога, убив охранявшего жреца. Конечно, греческий историк полагал, что причина — корыстолюбие. На самом деле она, как мы знаем, более глубока. Усмирение бунта повлекло за собой крайние меры: разрушение храма и вывоз многих предметов сокровищницы этого храма в Персеполь; туда же была отправлена и золотая статуя бога Мардука, где её, вероятно, переплавили. Тем самым Ксеркс не только фактически, но и формально ликвидировал Вавилонское царство, превратив его в обычную сатрапию. Лишив Вавилон статуи Мардука, Ксеркс сделал появление в нём царей невозможным, ведь царскую власть претендент должен был получать «из рук» бога. С этих пор изменяется и титулатура царя на вавилонских документах: на датированных «годом вступления» Ксеркс называется ещё «царём Вавилона, царём Стран»; на происходящих из первых четырёх лет его царствования — «царём Персии и Мидии, царём Вавилона и Стран»; наконец, с 5-го года (480—479) начинается обозначение «царь Стран», которое остаётся за всеми преемниками Ксеркса. Диодор отмечает, что после мятежа лишь незначительная часть Вавилона была обитаема, а бо́льшую часть города отвели под посевы.

## Поход в Грецию

### Подготовка к походу
К концу 80-х годов ситуация в Персии стабилизировалась, и Ксеркс стал энергично готовиться к новому походу против Греции. В течение нескольких лет велись работы по сооружению канала (длиной 12 стадий, более 2 км) через перешеек на Халкидике, чтобы избежать обхода Афонского мыса, где погиб флот Мардония. Также был построен мост и через реку Стримон. На строительство согнали многочисленных работников из Азии и прилегающего побережья. Вдоль берегов Фракии создали продовольственные склады, через Геллеспонт переброшены два понтонных моста длиной по 7 стадиев (около 1300 м) каждый.
Велась и дипломатическая подготовка к походу; послы и агенты Ксеркса были направлены в различные государства Балканской Греции и даже в Карфаген, которому следовало военными действиями отвлечь греков Сицилии от участия в войне с Персией.
К подготовке похода Ксеркс привлёк находившихся при его дворце видных греческих беглецов. Аргос и Фессалия изъявили покорность Персии. Во многих греческих городах, не исключая и Афины, имелись сильные проперсидские группировки. Жители Крита отказались помогать эллинам, а жители Керкиры заняли выжидательную позицию.

### Греки готовятся дать отпор
Ряд греческих государств готовились к борьбе. В 481 году до н. э. был создан общеэллинский союз с центром в Коринфе, возглавляемый Спартой. Встретить персов было решено на границе Северной и Средней Греции, у Фермопил. Горы в этом месте близко подходят к морскому берегу, и узкий проход было легче защищать. Одновременно к действиям сухопутной армии, планировалась операция флота у острова Эвбея, чтобы персы не могли прорваться через пролив Эврип и оказаться в тылу у греков. Поскольку позиция у Фермопил была оборонительной, греки решили туда направить небольшую часть объединённой греческой армии, всего примерно 6 с половиной тысяч человек во главе со спартанским царём Леонидом I.

### Переправа через Геллеспонт
Летом 480 года до н. э. персидская армия, насчитывающая согласно исследованиям современных историков от 80 до 200 тысяч воинов (Геродот же приводит совершенно фантастические цифры в 1 миллион 700 тысяч человек), начала переправляться через Геллеспонт. Налетевшая в это время буря разметала понтонные мосты, и некоторое количество персидских воинов утонуло в море. Разгневанный Ксеркс приказал сечь море плетьми и кидать в него цепи, чтобы усмирить разбушевавшуюся стихию, а надзирателям над работами — отсечь головы.
Принятые меры помогли, и через семь дней войско Ксеркса благополучно переправилось на европейский берег. Дальнейшее продвижение персидской армии к Фермопилам прошло без затруднений и в августе 480 года до н. э. персы подошли к Фермопильскому ущелью. По морю персидскую армию сопровождал сильный флот. Кроме персов, участие в походе Ксеркса принимали все подвластные ему народы: мидяне, лидийцы, киссии, гирканы, вавилоняне, армяне, бактрийцы, сагартии, саки, индийцы, арии, парфяне, хорасмии, согдийцы, гандарии, дадики, каспии, саранги, пактии, утии, мики, парикании, арабы, эфиопы из Африки, восточные эфиопы (гедросии), ливийцы, пафлагонцы, лигии, матиены, мариандины, фригийцы, мисийцы, вифинцы, писидийцы, кабалии, милии, мосхи, тибарены, макроны, моссиники, мары, колхи, племена с островов Персидского залива. Во флоте служили: финикийцы, сирийцы, египтяне, киприоты, памфилы, ликийцы, азиатские дорийцы, карийцы, ионийцы, эолийцы, и жители Геллеспонта.

### Сражение у Фермопил
Позиция у Фермопил давала возможность грекам надолго задержать наступавшего врага, но кроме прохода через ущелье на юг вела ещё одна горная дорога, известная местным жителям и, возможно, персидской разведке. Леонид, на всякий случай, послал туда отряд в 1000 фокидян. Когда несколько попыток персов пробиться через Фермопильское ущелье было отбито, отборный отряд, включая персидскую гвардию, двинулся в обход по горной дороге; предатель из местных жителей вызвался быть проводником. Застигнутые врасплох фокидяне под градом стрел бежали, а персы, не обращая на них более внимания, продолжили свой марш и зашли в тыл грекам.
Когда Леонид узнал о случившемся, он отпустил большую часть своего отряда, а сам со спартанцами, феспийцами и некоторыми другими греками остался на месте, прикрывать их отход. Леонид и все оставшиеся с ним погибли, но, задержав наступление персов, они дали возможность провести мобилизацию греческих сил, подтянув их к Истму, и эвакуировать Аттику.

### Действия флотов
Одновременно со сражением у Фермопил происходили активные действия флота у острова Эвбеи. Шторм причинил значительный урон персидскому флоту, стоявшему на якоре у плохо защищённого побережья Магнесии. Несколько сотен кораблей затонуло, погибло много людей. Во время перехода персидского флота от побережья Малой Азии к проливу Эврип, афиняне захватили 15 отставших от основных сил персидских кораблей.
Чтобы отрезать грекам путь к отступлению, персы послали 200 кораблей вдоль восточного побережья острова Эвбеи, но налетевший внезапно шторм разметал эту эскадру; много кораблей затонуло. Столкновение морских сил в сражении у Артемисия велось с переменным успехом. Силы сторон были приблизительно равны, так как персы не смогли развернуть весь свой флот. Обе стороны понесли значительные потери. При получении вести о гибели отряда Леонида, дальнейшее пребывание греческого флота здесь теряло смысл, и он отошёл на юг, к Сароническому заливу.

### Разорение Аттики
Теперь персы могли беспрепятственно двинуться в Аттику. Беотия подчинилась персам, и в дальнейшем Фивы оказывали им активную поддержку. Сухопутная армия греков стояла на перешейке Истм, и Спарта настаивала на создании здесь укреплённой оборонительной линии для защиты Пелопоннеса. Афинский политический деятель, создатель афинского флота Фемистокл считал, что необходимо дать персам морской бой у побережья Аттики. Защищать Афины в тот момент, несомненно, не представлялось возможным.
Через несколько дней после Фермопильской битвы, персидская армия вступила на почти пустую землю Аттики. Часть афинян укрылась в Акрополе и оказала персам отчаянное сопротивление. Их, по-видимому, было не так мало, так как 500 человек было взято персами в плен. Афины были разграблены, храмы Акрополя разрушены, некоторые памятники увезены в Персию.

### Морской бой у острова Саламин
После долгих дебатов на военном совете греков, было принято новое предложение, дать бой персидскому флоту в Саламинском проливе. 28 сентября 480 года до н. э. произошла решающая битва. Ночью персидские суда окружили остров Саламин и блокировали греческому флоту выход из пролива. На рассвете началось сражение. Ксеркс лично наблюдал за битвой с высокого места на побережье Аттики, с другого берега, с острова Саламин за сражением зорко следили женщины, старики и дети эвакуированной Аттики, которых в случае поражения греков ждали рабство и смерть.
Персидские суда, вошедшие в пролив, не имели возможности использовать своё численное превосходство и маневрировать, так как сзади их теснили собственные корабли. Греки же могли постепенно вводить в бой свои резервы, стоявшие в заливе у северо-западного побережья Аттики и в начале не замеченные персами. К тому же поднялся ветер неблагоприятный для персидского флота. Персидские суда гибли не только от вражеских ударов, но и наталкиваясь друг на друга. Греки одержали полную победу.
Сначала удавалось персам сдерживать
Напор. Когда же в узком месте множество
Судов скопилось, никому никто помочь
Не мог, и клювы направляли медные
Свои в своих же, весла и гребцов круша…
…моря видно не было
Из-за обломков, из-за опрокинутых
Судов и бездыханных тел…
Найти спасенье в бегстве беспорядочном
Весь уцелевший варварский пытался флот,
Но греки персов, словно рыбаки тунцов,
Кто чем попало, досками, обломками
Судов и вёсел били…

### Греки готовятся к решающему сражению
Хотя персидский флот во главе с Ксерксом, после поражения покинул пределы Греции, на Балканском полуострове оставлена была сухопутная армия под командованием полководца Мардония, зятя Дария I. Не имея возможности прокормить себя и свою конницу в Аттике, персы ушли на север. Афиняне получили возможность временно вернуться домой.
В следующем 479 году до н. э. персы снова вторглись в Аттику и опустошили её поля. Мардоний, при посредничестве македонского царя Александра, тщетно пытался склонить Афины к сепаратному миру. Спарта, которую Саламинская победа освободила от непосредственной опасности, медлила с продолжением активных военных действий против Мардония, предлагая досаждать ему морскими вылазками во Фракии и у побережья Малой Азии, а на Балканском полуострове удерживать линию обороны на Истме. Афинам Спарта обещала компенсацию за потери урожая, средства на содержание женщин, детей и стариков, но не военную помощь. Однако и в самой Спарте были сторонники более активных действий (например, Павсаний, регент при малолетнем царе, сыне Леонида), и, когда по настоянию Афин было принято решение дать бой Мардонию, мобилизация войск в Пелопоннесе и их продвижение к Истму были проведены так быстро, что враждебный Спарте Аргос, обещавший Мардонию задержать спартанцев, ничего не смог предпринять. Вовремя предупреждённый Мардоний, находившийся в это время в Аттике, отступил в Беотию, оставив позади себя дымящиеся руины. Персам нужна была для сражения равнина, где можно было развернуть их многочисленную и сильную конницу. К тому же, дружественные персам Фивы обеспечивали тыл их армии.

### Битва при Платеях
В 479 году до н. э. у города Платеи, на границе Аттики и Беотии, состоялась последняя, решающая битва греков с персидской армией, вторгшейся на Балканский полуостров. Греческой армией командовал спартанец Павсаний. Более недели 30-тысячная греческая армия и персидская армия, насчитывающая примерно 60—70 тыс. человек, стояли друг против друга, не вступая в бой. Пока пехота бездействовала, персидская конница частыми рейдами тревожила греков и, наконец, захватила и засыпала основной источник их снабжения водой. Греческая армия по приказу Павсания отступила. Мардоний, решив, что греки струсили, перевёл свою армию через полувысохшую речку, разделяющую противников и стал подниматься в гору, навстречу напавшим на них спартанцам. Афиняне и мегаряне отбили натиск беотийских и фессалийских гоплитов (союзников Персии), поддержанных персидской конницей, и стали теснить персидских стрелков. Те всё же держались, пока был жив Мардоний, сражающийся на белом коне. Но вскоре он был убит, и персы оставили поле боя спартанцам. Греки добились победы и в столкновении с выдвинувшимися вперёд флангами персидской армии. Командующий её центром Артабаз начал поспешное отступление на север и, в конце концов, на лодках переправился в Малую Азию. Ксеркс одобрил его действия.
Оставшиеся в Беотии персы пытались укрыться в своих укреплениях. Но греки ворвались туда, разграбили лагерь персов, захватив огромную добычу. Пленных не брали. По свидетельству греческих историков спастись удалось только 43 тысячам персов, из них 40 000 бежавших с Артабазом. Данные вероятно преувеличены, а сведения об убитых греках явно преуменьшены — 1360 воинов. Видимо, здесь учтены только гоплиты, чьи имена были перечислены на памятниках в честь павших. Платеям, на территории которых была одержана победа, греки обещали «вечную» благодарность. Фивы за предательство понесли умеренное наказание. Были казнены выданные осаждённым городом лидеры персофильской группировки, но угроза разрушить город не была выполнена.

## Продолжение военных действий на территории персов

### Битва при Микале
По преданию, Фемистокл предложил сразу же после Саламинского боя направить флот к Геллеспонту, чтобы уничтожить построенные там Ксерксом мосты и, таким образом, отрезать персам путь к отступлению. Этот план был отвергнут, однако вскоре греческий флот начал операции против островов Кикладского архипелага, сотрудничавших с персами. К командующему греческим флотом явились тайные послы от жителей острова Самос, ещё оставшихся под контролем персов, с призывом поддержать готовящееся восстание ионийских греков. Самосцы освободили 500 афинских пленных, увезённых персами.
В августе 479 года до н. э. греческий флот подошёл к мысу Микале невдалеке от Милета. Греки высадились на берег и часть их стала продвигаться вглубь страны. Командовавший персидским 15-тысячным корпусом Тигран напал на половину греческой армии, оставшуюся на берегу, но потерпел поражение и сам погиб в этом сражении. Ионяне — самосцы и милетяне, находившиеся в рядах персов, активно помогали своим соплеменникам. Победив на суше, греки уничтожили стоявший поблизости персидский флот; все корабли были сожжены, после того как добычу предварительно вынесли на берег. По преданию битва при Микале произошла в тот же день когда греки разбили персов при Платеях. Битва при Микале, хотя и была не столь грандиозной, как предшествовавшие ей, но она освободила Эгейское море для действий греческого флота. В общегреческий союз были приняты Самос, Хиос, Лесбос и некоторые другие острова, жители которых принесли клятву верности общему делу.

### Осада Сеста
После победы при Микале греческий флот направился к Геллеспонту. Оказалось, что построенные по приказу Ксеркса мосты уже разрушены самими персами. Спартанцы отправились домой, а афиняне и союзные греки Малой Азии, под командованием Ксантиппа осадили город Сест, где укрепились персы. Весной 478 года до н. э. Сест был захвачен греками, а руководивший его обороной персидский сатрап Артаикт предан казни. После афиняне тоже отплыли домой.

### Греки образуют Делосский морской союз
После 479 года до н. э. Персия более не грозила Балканской Греции. Греческие государства сами перешли в наступление. Но дальнейшие военные успехи взорвали временно сложившееся единство греков. Всё явственнее стали противоречия, особенно между Афинами и Спартой, обострилась временно приглушённая борьба между политическими группировками отдельных государств. Между тем морские операции против Персии продолжались успешно. Греками был освобождён пролив Геллеспонт и возобновлена торговля с Северным Причерноморьем. В 478—477 годах до н. э. по предложению союзников верховное командование было передано Афинам. Поскольку отныне война велась на море, а самым сильным флотом располагали афиняне, это было вполне закономерно. Под руководством Афин был образован так называемый Делосский морской союз, в который входили приморские и островные греческие государства.

### Битва при Эвримедонте
После отстранения спартанцев от командования военные действия продолжались, прежде всего, по очищению от персов Фракии. В эти годы выдвинулся Кимон, сын Мильтиада, возглавивший действия афинского и союзного флотов. Под его командованием греки взяли крепость, охранявшую стратегически важные мосты через реку Стримон и ряд других пунктов на Фракийском побережье. В 468 году до н. э. Кимон направил свой флот к южному побережью Малой Азии, к устью реки Эвримедонт. Здесь произошло последнее, крупное столкновение с новым персидским флотом. Греки одержали двойную победу, разгромив силы персов на море и на суше, как и в битве при Микале. После этого персидский флот уже не отваживался заходить в Эгейское море.

## Обстановка в державе
Эти неудачи в греко-персидских войнах усилили процесс распада державы Ахеменидов. Уже при Ксерксе появились опасные для существования державы симптомы — мятежи сатрапов. Так, его собственный брат Масиста бежал из Суз в свою сатрапию Бактрию с целью поднять там восстание, но по дороге преданные царю воины догнали Масисту и убили вместе со всеми сыновьями, сопровождавшими его (ок. 478 года до н. э.). Геродот рассказывает жуткую легенду о его гибели. Ксеркс воспылал страстью к супруге Масисты, но не смог добиться от неё взаимности. Тогда он устроил свадьбу своего сына Дария и дочери Масисты, надеясь, что это даст ему возможность сблизиться с её матерью. Но затем он влюбился в дочь Масисты, свою невестку, которая согласилась на сожительство. Об этом узнала жена Ксеркса Аместрида и во время пира, который устраивался раз в году, а именно в день рождения царя, когда можно было попросить у последнего любой подарок, потребовала себе жену Масисты, считая её виновницей всех своих бед, и затем зверски расправилась с нею. После этого Ксеркс вызвал к себе Масисту и сказал ему, что взамен изувеченной жены он выдаст за него свою дочь. Однако Масиста предпочёл бежать в Бактрию .
Несмотря на поражения в Греции и в бассейне Эгейского моря, Персия продолжала активную внешнюю политику; в частности, было покорено сакское племя дахов, обитавшее к востоку от Каспийского моря. Это племя впервые упоминается в списках покорённых народов при Ксерксе. Последний продолжал завоевания также на крайнем востоке, захватив горную область Акауфака на теперешней границе между Афганистаном и Пакистаном.
При Ксерксе велось интенсивное строительство в Персеполе, Сузах, Тушпе, на горе Эльвенд близ Экбатаны и в других местах. Для укрепления государственной централизации он провёл религиозную реформу, сводившуюся к запрещению почитания местных родоплеменных богов и усилению культа общеиранского бога Ахурамазды. При Ксерксе персы прекратили поддержку местных храмов (в Египте, в Вавилонии и др.) и захватили многие храмовые сокровища.

## Убийство Ксеркса в результате заговора
По свидетельству Ктесия, к концу своей жизни Ксеркс находился под сильным влиянием начальника царской гвардии Артабана и евнуха Аспамитры (у Диодора он назван Митридатом). Вероятно, положение Ксеркса в это время было не очень прочным. Во всяком случае, из персепольских документов нам известно, что в 467 году до н. э., то есть за 2 года до убийства Ксеркса, в Персии царил голод, царские амбары были пусты, а цены на зерно повысились в семь раз по сравнению с обычными. Чтобы как-то успокоить недовольных, Ксеркс в течение года сместил около ста государственных чиновников, начиная с самых высокопоставленных. В августе 465 года до н. э. Артабан и Аспамитра, по-видимому, не без происков Артаксеркса, младшего сына Ксеркса, убили царя ночью в его спальне. Точная дата этого заговора зафиксирована в одном астрономическом тексте из Вавилонии. В другом тексте из Египта говорится, что он был убит вместе со своим старшим сыном Дарием.
Ксеркс находился у власти 20 лет и 8 месяцев и был убит на 54 году своей жизни. От времени правления Ксеркса сохранилось около 20 клинописных надписей на древне-персидском, эламском и вавилонском языках.

## Жёны и дети
- Царица Аместрида[101] (согласно Ктесию это была Аместрис, дочь Онофа[102])
  - Дарий
  - Гистасп, сатрап Бактрии
  - Артаксеркс I
- Неизвестные жёны
  - Артарий, сатрап Вавилона[103]
  - Раташап
  - Тифравст, внебрачный сын Ксеркса[104]

Ксеркс женился на дочери Онофа Аместрис, от которой у него был сын по имени Дарий, а два года спустя родился второй, получивший имя Гистаспа, затем третий, названный Артаксерксом. Кроме того, он имел двух дочерей, одна из которых была названа Амитис (по имени бабушки), а другая — Родогуна.
| Ахемениды               |                                                        |                        |
| Предшественник: Дарий I | персидский царь ок. 486 — 465 до н. э. (правил 21 год) | Преемник: Артаксеркс I |
| Предшественник: Дарий I | фараон Египта ок. 486 — 465 до н. э.                   | Преемник: Артаксеркс I |

## В массовой культуре

### Опера
Вольный интерпретированный образ Ксеркса и его переправа через Гелеспонт легли в основу либретто Николо Минато (1654), на которое были созданы оперы Франческо Кавалли (1655) и Джованни Бонончини (1694), а также Генделя (1738, см. «Ксеркс»). Широкой известностью пользуется вступительная ария Ксеркса из оперы Генделя.

### Кинематограф
- «300 спартанцев» — фильм 1962 года. Роль Ксеркса исполняет актёр Дэвид Фаррар.
- «300 спартанцев» — фильм 2006 года, экранизация графического романа Фрэнка Миллера «300», рассказывающего о Фермопильском сражении в сентябре 480 года до н. э. в ходе греко-персидской войны[105]. Роль Ксеркса исполняет бразильский актёр Родриго Санторо.
- 300 спартанцев: Расцвет империи — фильм 2014 года. Роль Ксеркса исполняет бразильский актёр Родриго Санторо.